# H.-K. Rönblom
H.-K. Rönblom, egentligen Hans-Krister Rönblom, född 22 juni 1901 i  Karlskrona amiralitetsförsamling i Karlskrona, död 4 februari 1965 i Oscars församling i Stockholm, var en svensk deckarförfattare, journalist och statsvetare. 
Rönbloms pusseldeckare utspelar sig ofta i mindre städer, med träffsäkra miljöskildringar och de vanliga figurerna. Huvudperson och problemlösare i detektivromanerna är historikern, läroverksläraren och amatördetektiven Paul Kennet. Hans deckare utkom mellan 1954 och 1964. Tillsammans med Maria Lang, Stieg Trenter och Vic Suneson räknas Rönblom som en av "de fyra stora" svenska deckarförfattarna under 1940–1960-talen.
Hösten 2016 återutgav bokförlaget Modernista hans två första böcker, Död bland de döda (1954) och Höstvind & djupa vatten (1955).

## Biografi
Hans-Krister Rönblom, som var officersson, föddes i Karlskrona men familjen flyttade senare till Stockholm där han år 1918 avlade studentexamen vid Östra Real. Han studerade sedan vid Uppsala universitet och var bland annat ordförande i föreningen Verdandi samt förste kurator vid Stockholms nation. Vid nationen författade han texten till sången Egeisk skärgårdsflirt (ur spexet Ariadnes tråd, 1928), vilken avslutar alla middagar på Stockholms nation ännu idag. Han blev filosofie doktor i statskunskap vid Uppsala universitet år 1930. 
Som journalist arbetade han åren 1932–1944 som politisk redaktör på Västerbottens-Kuriren, som chefredaktör på Västernorrlands Allehanda 1944–1948 och som politisk redaktör på Aftonbladet 1948–1956. 
Rönblom hade flera förtroendeuppdrag för Folkpartiet i Umeå och Härnösand samt var även vice ordförande för nykterhetsorganisationen NTO.
Från 1939 var Hans-Krister Rönblom gift med Hertha, född Nilsson (1915–1994). Han är gravsatt den 27 februari 1965 i familjegraven på Norra begravningsplatsen i Solna.